# Дејвид В. Ентони
Дејвид В. Ентони је амерички антрополог који је професор антропологије на Хартвик Колеџу Специјализује се за индоевропске миграције и заговорник је курганске хипотезе. Ентони је познат по награђиваној књизи Коњ, точак и језик.

## Каријера
Ентони је докторирао антропологију на Универзитету Пенсилваније.
Ентони је професор антропологије на Хартвик Колеџу од 1987. Док је био у Хартвику, био је и кустос антропологије у Музеју уметности и културе Јегер у кампусу Хартвик Колеџа у Онионти, Њујорк . Према Принстон Университи Пресу, „он је извршио опсежне археолошке теренске радове у Украјини, Русији и Казахстану “. Ентони је био уредник рубрике о археологији у Журналу индоевропских студија.
Једно од његових подручја истраживања било је припитомљавање коња. Његов рад је представљен 2019. године у епизоди америчког ТВ програма Нова у којој се радило о теоријама о томе како је дошло до овог процеса.